# Olympique Alès
El Olympique Alès es un equipo de fútbol de Francia que juega en el Championnat National 3, la quinta división de fútbol en el país.

## Historia
Fue fundado en el año 1923 en la ciudad de Cévennes en la región de Languedoc y el club ha participado en seis temporadas en la Ligue 1 (primera división), aunque el club en el pasado reciente ha ido en caída libre que lo llevó hasta la séptima división de Francia.
El OAC tiene como su principal logró el haber alcanzado las semifinales de la Copa de Francia en el año 1987 donde fue eliminado por el FC Girondins de Bordeaux.

## Palmarés
- Ligue 2: 1

1957
- Ligue 2 Süd: 1

1934